# ソウル (フリゲート)
ソウル（朝鮮語: 서울、英語: ROKS Seoul, FF-952）は、大韓民国海軍のフリゲート。蔚山級フリゲートの2番艦。艦名はソウル特別市に由来する。

## 艦歴
1990年、韓国海軍として初の海外国際演習参加として、「馬山」とともに第12回環太平洋合同演習（RIMPAC）に参加し、本艦は優秀な砲術成績から「トップガン」（Top Gun）の称号を獲得した。
2015年12月31日に退役した。その後海軍とソウル市の間で「ソウル」を無償貸与する契約が交わされ、2017年7月28日にソウル市麻浦区の望遠漢江公園まで移送された。同年11月22日に「ソウル艦公園」としてオープン。公園内に展示されている艦艇は蔚山級フリゲート「FF-952 ソウル」、チャムスリ型哨戒艇「PKM-285」、トルゴレ型潜水艇「SSM-053」の3隻。「ソウル」、「PKM-285」ではそれぞれ艦内の見学をすることが可能で、トルゴレ型潜水艇には案内センターが併設されており、写真や映像展示の見学が出来る。入場料は大人3000ウォン、青少年、軍人2000ウォン、子供1000ウォンで、20人以上の団体客は30％割り引かれる。
なお「蔚山」が地上に固定されているのに対し、「ソウル」は漢江に浮かべられた状態で展示されている。